# Septembrie 1998
Acest articol este generat integral pe baza informațiilor din articolul 1998 și este actualizat periodic de un robot.
 Editările făcute în articol vor fi șterse la următoarea actualizare! Dacă doriți să faceți modificări, editați articolul-sursă.

ianuarie -
februarie -
martie -
aprilie -
mai -
iunie -
iulie -
august -
septembrie -
octombrie -
noiembrie -
decembrie
Septembrie 1998 a fost a noua lună a anului și a început într-o zi de marți.

## Evenimente

4 septembrie: Doi doctoranzi la Universitatea Stanford din California fondează Google.

- 4 septembrie: Doi doctoranzi la Universitatea Stanford din California fondează Google. Numele motorului de căutare a fost un joc de cuvinte de la „googol”,[1] numărul 1 urmat de 100 de zerouri, care a fost ales pentru a semnifica faptul că motorul de căutare era destinat să furnizeze cantități mari de informații.[2]
- 5 septembrie: UDMR dă un ultimatum colegilor de coaliție cu termen limită 30 septembrie: ori Camera Deputaților Ordonanța de Urgență care permite înființarea universității maghiare de stat, ori UDMR părăsește guvernarea.[3]
- 13 septembrie: Lucian Pintilie primește Marele Premiu Special al Juriului la Festivalul de Film de la Veneția.
- 14 septembrie: Începutul de an școlar în România vine cu anumite schimbări ale ministrului Andrei Marga: programe școlare noi, introducerea calificativelor în locul notelor la clasele I-IV, introducerea examenului de capacitate pentru absolvenții clasei a VIII-a, manuale noi, alternative, pentru clasele I-IV, studiul obligatoriu al religiei.[3]
- 30 septembrie: În ședința de guvern, miniștrii UDMR vin cu proiectul înființării unei universități multiculturale de stat maghiaro-germană la Cluj-Napoca, care să se numească „Petofi - Schiller”. Proiectul este aprobat în aceeși ședință.[4]

## Nașteri
- 1 septembrie: Joseph Bouasse, fotbalist (d. 2020)
- 8 septembrie: Daiki Sugioka, fotbalist japonez
- 8 septembrie: Adrian Chică Roșă, fotbalist
- 9 septembrie: Mikael Ymer, jucător de tenis suedez
- 10 septembrie: Ao Tanaka, fotbalist japonez
- 10 septembrie: Daiki Suga, fotbalist japonez
- 18 septembrie: Christian Pulisic, fotbalist american
- 21 septembrie: Tadej Pogačar, ciclist sloven
- 23 septembrie: Took Her to the O, rapper american
- 27 septembrie: Ioana Mincă, jucătoare de tenis română
- 28 septembrie: Alex Pașcanu, fotbalist român
- 28 septembrie: Alexandru Pașcanu, fotbalist român
- 29 septembrie: Mihai Neicuțescu, fotbalist român

## Decese
- 3 septembrie: Dinu Manolache, 43 ani, actor român de teatru și film (n. 1955)
- 6 septembrie: Akira Kurosawa, 88 ani, regizor japonez de film (n. 1910)
- 8 septembrie: Maria Hetco, 82 ani, filologă română (n. 1915)
- 9 septembrie: Mariano Martín Alonso, 78 ani, fotbalist spaniol (atacant), (n. 1919)
- 12 septembrie: Hans Wolfram Hockl, 90 ani, scriitor german (n. 1912)
- 13 septembrie: Antonio Núñez Jiménez, 75 ani, antropolog cubanez (n. 1923)
- 17 septembrie: Iacov Averbuh, pictor moldovean (n. 1922)
- 20 septembrie: Ion Marinescu, actor român (n. 1930)